# 俎倉山
俎倉山（まないたくらやま）は、新潟県新発田市と東蒲原郡阿賀町との境にある山である。｢爼倉山｣と表記される場合が多い。｢まないたぐらやま｣と読まれることもある。標高は856.6m。
登山道は鳥越林道入口から始まり、岩場である「琴沢」の渡りと「七曲の急登」を経て、その後は「まないた」という名の通り、比較的平坦な林道が続く。「お京平」を越えると、山頂までは急勾配の道となる。
山頂は双耳峰の形をとり、北側のピークは「天狗の庭」と称され、飯豊連峰や蒜場山などの眺望が開けている。